# Chrysso calima
Chrysso calima är en spindelart som beskrevs av Buckup och Marques 1992. Chrysso calima ingår i släktet Chrysso och familjen klotspindlar. Inga underarter finns listade i Catalogue of Life.